# Instiki
Instiki是一套以Ruby语言开发的Wiki引擎，它使用Ruby授权发行。Instiki以安装简便和使用方便而著称。很适合用来做个人笔记和小规模场合的团体写作。在最简单的安装下，Instiki可以使用Ruby语言自带的WEBrick Web服务器，运行在localhost:2500端口上。
Instiki采用Ruby on Rails写成。它的作者大衛·漢森同时也是 Ruby on Rails 的作者。Instiki开发的时间要早于Ruby on Rails，Ruby on Rails这个MVC应用程序框架开发完成后，David又用该框架重写了Instiki。
現時Instiki的最新版本是0.17.2。

## 主要功能
- 正则表达式搜索
- 版本控制
- 将整个wiki网站导出为一个包含静态HTML的ZIP文件
- RSS订阅
- 可建立具有独立名字空间的多个wiki网站
- 密码保护
- 反向引用
- 支持Textile、Markdown和RDoc三种wiki语法
- 嵌入式的webserver: 经由WEBrick
- 基于AJAX技术的键盘快捷方式
- 支持双视图：wiki管理员们在他们的视图里可以对任何内容做修改，与此同时大众看到的是一个早先发布出来的静态版本
- 支持TAG: 又称Category或标签技术
- 支持上传图片／文件
- 支持导航栏：需要一点CSS技巧